# أنابيب البترول (شركة)
أنابيب البترول أو (بالإنجليزية: PPC - Petroleum Pipelines Co)‏ هي إحدى شركات قطاع البترول المصري.
تمارس الشركة نشاطها منـذ عـام 1955 من خلال خط السويس / مسطرد قطر 12 بوصة بطول 134 كم.
تأسست الشركة العامة لنقل البترول بالأنابيب في 9 أكتوبر 1962 بناءً على قرار مجلس إدارة المؤسسة المصرية العامة للبترول تم صدور قرار رئيس الجمهورية بالقانون رقم 74 لسنة 1968 بالترخيص في تأسيس شركة أنابيب البترول وتخضع الشركة حالياً لأحكام القانون رقم 97 لسنة 1983 بشأن إصدار قانون هيئات القطاع العام وشركاته ولائحته التنفيذية وبالشروط المقررة في هذا النظام الأساسي. بدأت الشركة نشاطها برأس مال 5 ملايين جنيها وبلغ رأس مال الشركة عام 2018 / 2019 2.9 مليار جنيه.

## نشاط الشركة
- تعمل الشركة في مجال نقل المنتجات النفطية بدءا من آبار الخام إلى مصافي التكرير
- يتم نقل البترول تحت ضغط من خلال شبكة من خطوط الأنابيب الموجودة في جميع أنحاء جمهورية مصر العربية

## رؤساء الشركة
- نبوي حسن
- فتحي منصور
- ايمن عبدالبديع
- محمد ماجد
- عماد عبد القادر
- عبد المنعم حافظ.[2]
- محمد فتحي
- علاء عبد اللطيف
- محمد حسن القنيشي
- محمد عبد الله
- خالد سامي
- مجدي كامل
- عصام عبد اللطيف.[3]
- أحمد سمير أحمد رضوان [بحاجة لمصدر]